# Krzyż Wojenny (Hiszpania)
Krzyż Wojenny (hiszp. Cruz de Guerra) – trzecie w hierarchii hiszpańskie odznaczenie wojskowe nadawane za waleczność lub zasługi podczas wojny.

## Historia i zasady nadawania
Krzyż został ustanowiony 29 marca 1938 roku, jako kontynuacja Orderu Wojskowego Marii Krystyny, pierwotnie w jednej klasie (gwiazda), rozszerzonej do czterech w roku 1942. Wygląd odznaczenia i zasady nadawania zostały całkowicie zmienione dekretem królewskim z dnia 1 sierpnia 2003 roku.
W latach 1942–2003 odznaczenie było nadawane w następujących klasach:
- Krzyż Wielki (Gran Cruz) – dla generałów
- Krzyż dla Oficerów Starszych (Cruz para Jefes)
- Krzyż dla Oficerów Młodszych i Podoficerów (Cruz para Oficiales y Suboficiales)
- Krzyż dla Kaprali i Szeregowych (Cruz para Cabos y Soldados)

Każda z klas mogła być nadana w jednej z dwóch odmian:
- z palmami (con palmas) – za czyny waleczności, nie kwalifikujące jednak do nadania Medalu Wojskowego,
- bez palm – za zasługi w czasie wojny.

Podobnie jak przy większości wojskowych odznaczeń hiszpańskich, każda z klas mogła zostać nadana tej samej osobie wielokrotnie. 
Zgodnie z dekretem z 2003 roku, odznaczenie jest nadawane w jednej klasie, bez względu na stopień wojskowy odznaczonego, "osobom, które dokonały czynów waleczności lub oddały zasługi podczas konfliktu zbrojnego lub operacji wojskowych z użyciem sił zbrojnych". Zlikwidowana została odmiana z palmami.

## Insygnia

### Oznaki odznaczenia 1942-2003
- Oznakę Krzyża Wielkiego stanowił złoto obramowany, srebrny, oksydowany krzyż grecki o siatkowanej powierzchni, z nałożoną pośrodku złotą koroną katolickich władców Hiszpanii. Między ramionami krzyża znajdowały się cztery rękojeści mieczy. Przy nadaniach z palmami, na ramionach krzyża umieszczano dodatkowo skrzyżowane złote gałązki palmowe. Odwrotna strona krzyża była gładka. Krzyż był noszony na jasnoniebieskiej wstędze z białym paskiem pośrodku, szerokości 1/4 szerokości wstęgi.

Gwiazda Wielkiego Krzyża była złota, ośmiopromienna o brylantowanych promieniach, na gwiazdę był nałożony złoty krzyż pizański, z nałożonymi na ramiona wizerunkami lwów (León) i wizerunkiem wieży (Kastylia), zaś na górnym ramieniu znajdowała się korona katolickich władców. Na okrągłej tarczy pośrodku krzyża znajdowały się dwie wieże w czerwonym polu, dwa lwy w polu białym oraz owalna tarcza z wizerunkiem figi na niebieskim tle. Tarczę otaczał niebieski pierścień z dewizą: AL MÉRITO EN CAMPAÑA (zasłudze wojennej). Pod ramiona krzyża podłożony był złoty laurowy wieniec i cztery uchwyty mieczy. 
- Oznakę Krzyża dla Oficerów starszych stanowiła analogiczna gwiazda, jak w klasie Krzyża Wielkiego, lecz srebrna.
- Oznakę Krzyża dla Oficerów Młodszych i Podoficerów stanowiła analogiczna gwiazda, lecz brązowa, zaś nałożony nań krzyż był srebrny.
- Oznakę Krzyża dla Kaprali i Szeregowych stanowił krzyż grecki, analogiczny jak przy Wielkim Krzyżu, noszony na piersi na wstążce o takich samych barwach jak wstęga Wielkiego Krzyża.

Każde nadanie zaznaczano za pomocą okucia z datą nadania, umieszczanego na górnym ramieniu krzyża (w najniższej klasie – na wstążce).

### Oznaka odznaczenia od 2003 roku
Dekret królewski z 2003 roku całkowicie zmienił wygląd insygniów. Oznakę jedynej odtąd klasy stanowi złoty krzyż pizański, analogiczny do tego, jaki był nałożony na gwiazdę, lecz o zmienionych szczegółach. Wizerunki lwów i wieży zostały zastąpione symbolami hiszp. wojsk lądowych, lotnictwa i marynarki wojennej, zaś pola tarczy środkowej zastąpiono polami ze współczesnego godła Hiszpanii. Dotychczasowa dewiza została zastąpiona nową: AL VALOR MILITAR (waleczności wojskowej). Krzyż jest noszony na piersi, na wstążce w barwach jak poprzednio.
 